# 庚桑楚

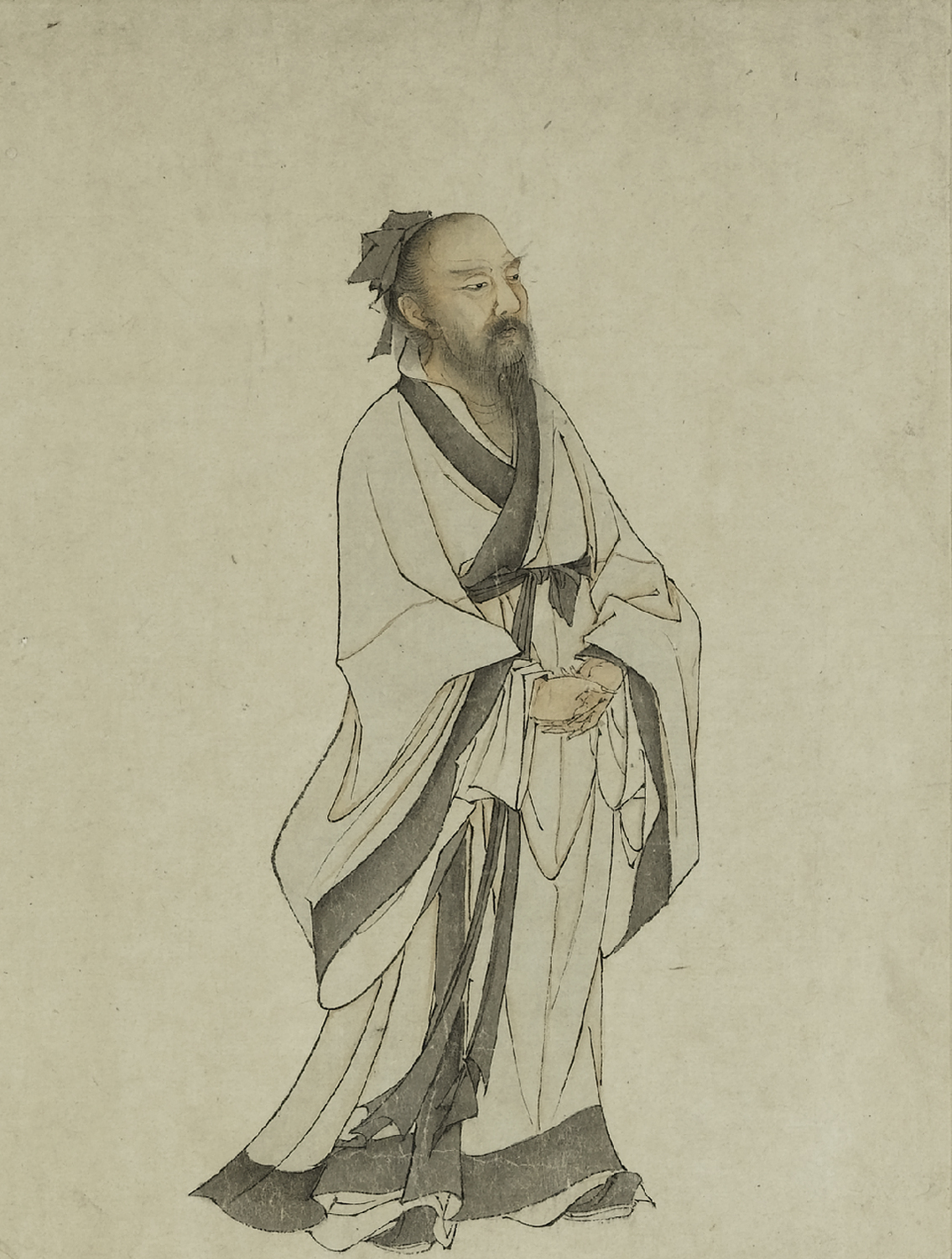

庚桑楚，或作康桑楚、亢倉楚，人名，庚桑氏，名楚，出自於《莊子·雜篇》中的〈庚桑楚〉第二十三篇，是寓言故事人物。
〈庚桑楚〉是記敘庚桑楚言行、思想的一篇文章，是探討研究庚桑楚思想的重要依據。所謂“老聃之役有庚桑楚者，偏得老聃之道，以北居畏壘之山”，在思想上，庚桑楚是老子弟子，前承老子，後啟莊子，指出一切都有其自然的規律，只能順“天道”而行，是老、莊思想之間過渡人物。
後來道教將其進一步神化，《仙鑒》卷四謂其為陳人，“偏得老子之道，居畏壘之山”，唐玄宗天寶元年（742年）追封“洞靈真人”，著有《洞靈真經》或稱《亢倉子》。